# كرس الصيد (بكيل المير)

تعديل مصدري - تعديل

كرس الصيد هي إحدى قرى عزلة العطن بمديرية بكيل المير التابعة لمحافظة حجة، بلغ تعداد سكانها 144 نسمة حسب تعداد اليمن لعام 2004.